# Henry Holland, 3. hertug af Exeter
Henry Holland, 3. hertug af Exeter (27. juni 1430 – september 1475) var en fremtrædende støtte af Huset Lancaster under Rosekrigene i England. Han var den eneste søn af John Holland, 2. hertug af Exeter, og hans første hustru, Anne Stafford. Hans bedsteforældre på moderens side var Edmund Stafford, 5. jarl af Stafford og Anne af Gloucester.
Han arvede Hertugdømmet Exeter, da hans far døde i 1447. Som et oldebarn af Johan af Gent, han havde muligvis et plausibelt krav på tronen efter Henry 6.'s død. Imidlertid var han grusom, vildt temperamentsfuld og uforudsigelig og havde derfor liden støtte. P. M. Kendall beskriver ham som "farlig", og han blev anset som "grusom og voldsom" af samtidige italienske observatører.
Exeter var i en periode konstabel i Tower of London, og efterfølgende blev pinebænken der kaldet "hertugen af Exeters datter".
I 1447 blev han gift med Anne, den otte år gamle datter af Richard af York. Imidlertid forblev han i Rosekrigene loyal over for Henrik 6.mod Yorkisterne . Han blev fængslet på Wallingford Castle, da York kortvarigt tog magten efter Det 1. slag ved St Albans i 1455. I 1458 deltog han i "Kærlighedsdagen", et forsøg på forsoning mellem de rivaliserende fraktioner. Han var en af hærførerne i Lancaster-sejrene i Slaget ved Wakefield i 1460 og Det 2. slag ved St Albans i 1461 og i det afgørende nederlag ved Towton i 1461. Han flygtede til Skotland efter slaget og sluttede sig derefter til dronning Margrete i hendes eksil i Frankrig. Han fik frataget sin ære, liv og gods i 1461, og hans godser blev givet til hans hustru, der blev separeret fra ham i 1464. I løbet af den korte periode under Henrik 6.'s restaurering var han i stand til at genvinde mange af sine godser og embeder.
I Slaget ved Barnet ledte Exeter Lancaster-hærens venstre flanke. Han blev hårdt såret og efterladt døende, men overlevede. Derefter blev han fængslet, og Anne blev skilt fra ham i 1472. Han "meldte sig frivilligt" til at tjene på Edvard 4.'s felttog i 1475 til Frankrig. På returrejsen faldt han overbord og druknede, mens hans lig blev fundet i havet mellem Dover og Calais, og Fabyan skrev "men hvordan han druknede, vides med sikkerhed ikke". Dog blev Giovanni Panicharolla, den milanesiske udsending til det burgundiske hof, fortalt af hertug Karl, at kongen af England havde givet specifikke ordrer til søfolkene om at smide hans forhenværende svoger overbord.

## Familie
Inden den 30. juli 1447 giftede han sig med Anne af York, det ældste barn af Richard, hertug af York, og Cecily Neville. Hun var en ældre søster til Edvard 4. og Richard 3.
Han havde et legitimt barn:
- Anne Holland (1461[7] – mellem 26. august 1467 og 6. juni 1474), der blev gift med Thomas Grey, 1. markis af Dorset.

Da Henry ikke havde noget legitimt mandligt afkom, blev fordelingen af hans godser en kompliceret sag for hans enke, enkehertuginde af Exeter.